# Wyznania (komiks)
Wyznania – 9-zeszytowy komiks (The Amazing Spider-Man vol. 2 #37-45), którego akcja koncentruje się na rozmowie cioci May z Peterem o jego tajnej tożsamości, walce z nowym przeciwnikiem – Shade'em, a później z Doktorem Octopusem i mężczyzną, który ukradł jego technologię i odzyskaniem serca Mary Jane. Zeszyt #39 nie posiada dialogów, ponieważ należy do akcji 'Nuff Said, o której myślano jeszcze przed zamachem na World Trade Center, więc wbrew temu, co napisał dyrektor wydawniczy Panini (Europa) – Marco M. Lupoi, nie jest to swoisty milczący hołd dla ofiar tego zamachu. Gościnnie w zeszytach #42-43 wystąpił Doktor Strange. Fragment tej przygody został w Polsce wydany przez Dobry Komiks, a całość - przez Hachette w 48 tomie WKKM.

## Twórcy
- Scenarzysta – J. Michael Straczynski
- Rysunki – Romita Jr.
- Tusz – Scott Hanna
- Kolory – Dan Kemp
- Redaktor – Axel Alonso
- Redaktor naczelny wydania oryginalnego – Joe Quesada